# Katzenwelse
Die Katzenwelse (Ictaluridae (Gr.: „ichthys “ = Fisch; „ailouros“ = Katze)), auch Zwergwelse genannt, sind eine Familie in Nordamerika, vom südlichen Kanada bis Guatemala heimischer Welse. Sie sind mit 50 Arten die größte in Nordamerika endemische Familie von Süßwasserfischen. Ursprünglich kamen sie nur östlich der Rocky Mountains vor, wurden vom Menschen aber auch in die westlichen US-Staaten und weiteren Ländern auch auf anderen Kontinenten verbreitet. Der Katzenwels (Ameiurus nebulosus) wurde in West-, Mittel- und Osteuropa, der Getüpfelte Gabelwels (Ictalurus punctatus) in Südostengland und der Schwarze Zwergwels (Ameiurus melas) in Mittel- und Süditalien eingeführt.

## Merkmale
Katzenwelse sind schuppenlos und besitzen gestreckte, im Vorderteil im Querschnitt fast runde und nach hinten zunehmend seitlich abflachende Körper. Die größten Arten Ictalurus furcatus und Pylodictis olivaris können eine Maximallänge von 1,6 Metern erreichen und 60 kg schwer werden. Arten der Gattung Noturus werden dagegen nur 6 bis 30 Zentimeter lang. Die Köpfe sind groß und breit. Katzenwelse tragen immer acht Barteln um das Maul, das längste Bartelpaar auf dem Oberkiefer, eins am hinteren Nasenloch und zwei unterhalb des Unterkiefers. Kiefer und Gaumenbein sind bezahnt. 
Eine Fettflosse ist vorhanden, klein und fähnchenartig oder langgestreckt und saumartig. Rücken- (nicht bei Prietella) und Brustflosse verfügen über einen sehr starken Stachelstrahl, der mit Haut überzogen ist, mit Giftdrüsen in Verbindung steht und in abgespreizter Stellung arretiert werden kann. Die Rückenflosse hat üblicherweise sechs Weichstrahlen. Die Afterflosse ist lang.
Aus Höhlengewässern in Texas und dem nordöstlichen Mexiko sind vier blinde pigmentlose Arten bekannt (Gattungen Prietella, Trogloglanis und Satan). Satan eurystomus lebt in einer artesischen Quelle bei San Antonio in Texas in einer Tiefe von 380 Metern.

## Lebensweise
Katzenwelse sind nachtaktive Raubfische, die ihre Beute auf dem Gewässerboden erjagen. Sie fressen Schnecken, Würmer, Insekten, Krebstiere, Fischlaich und kleine Fische. Sie betreiben Brutpflege. Das Männchen oder beide Elternteile bewachen die Eier (je nach Art 45 bis 300), die als Klumpen oder Schnur zusammenhalten, und die kaulquappenähnlichen Larven. Drei Arten der Katzenwelse (Prietella lundbergi, P. phreatophila und Trogloglanis pattersoni) sind Höhlenbewohner.

## Systematik

### Äußere Systematik
Innerhalb der Ordnung der Welsartigen (Siluriformes) sind die Katzenwelse am nächsten mit den ostasiatischen Panzerkopfwelsen (Cranoglanididae) verwandt und bilden mit diesen die Überfamilie Ictaluroidea.

### Innere Systematik
Es gibt 50 rezente Arten in sieben Gattungen, von denen drei monotypisch sind.

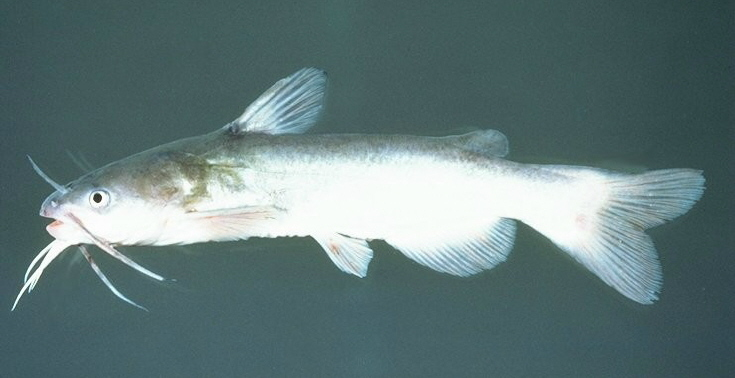
Weißer Katzenwels (Ameiurus catus)

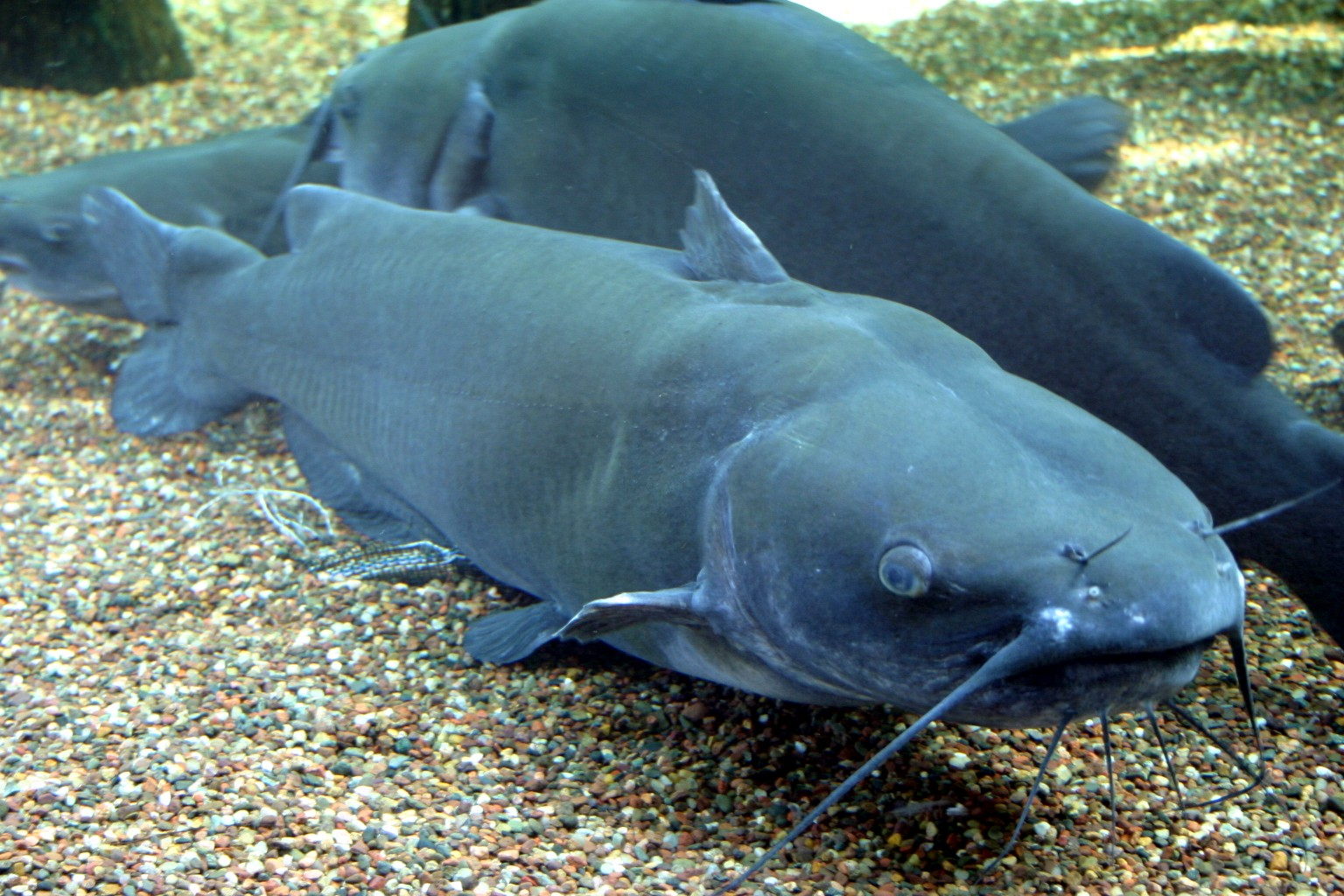
Getüpfelter Gabelwels (Ictalurus punctatus)

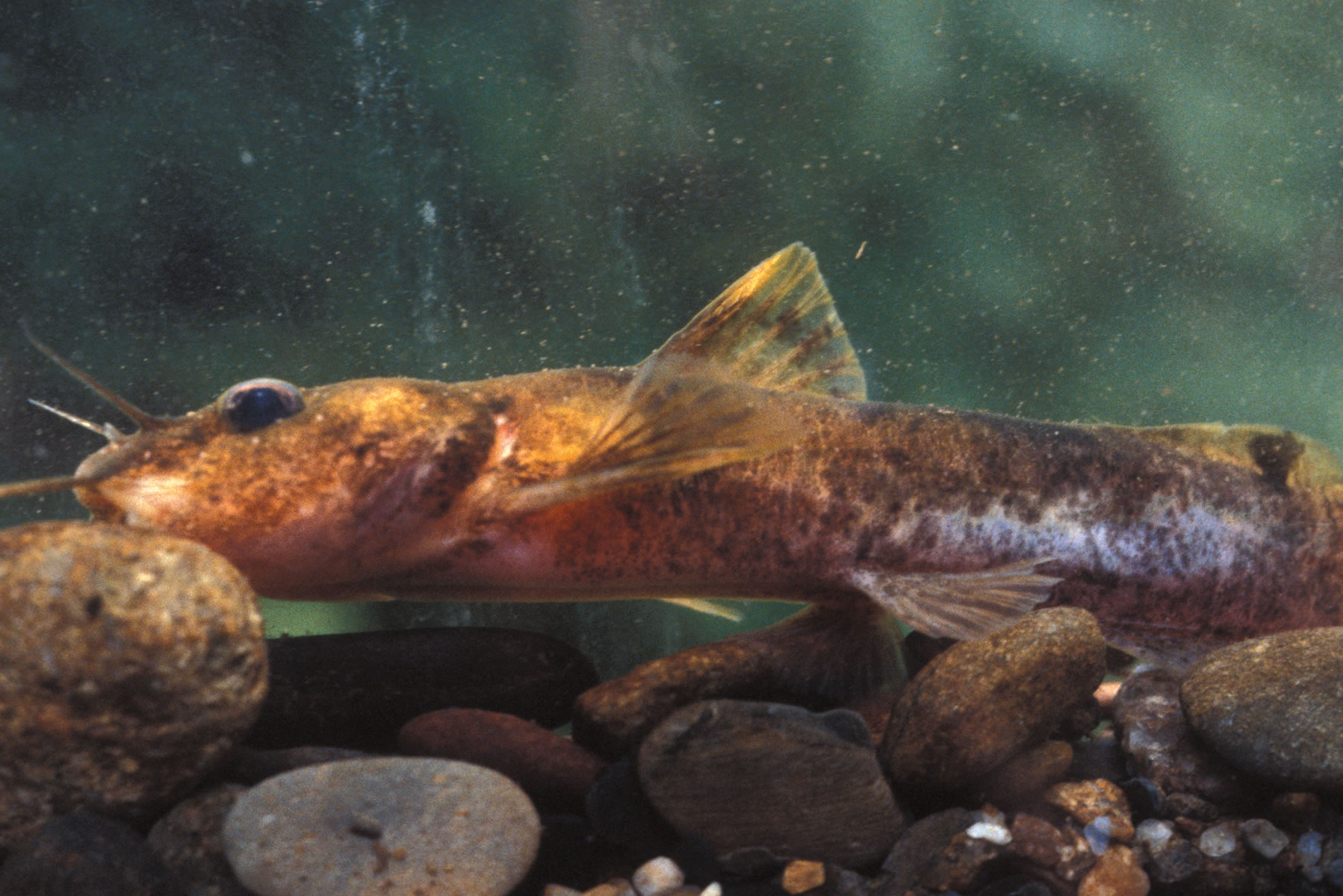
Noturus flavipinnis

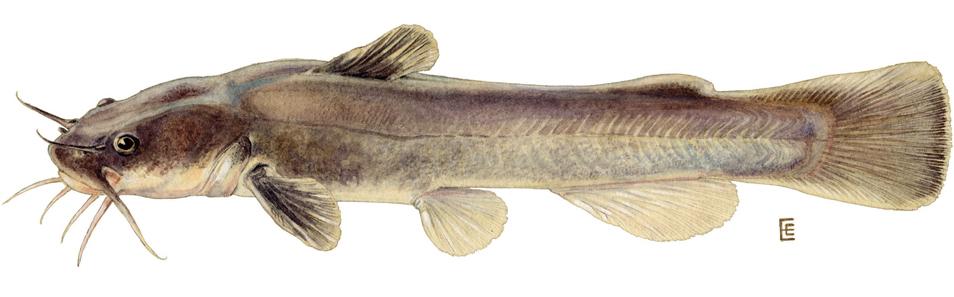
Noturus flavus

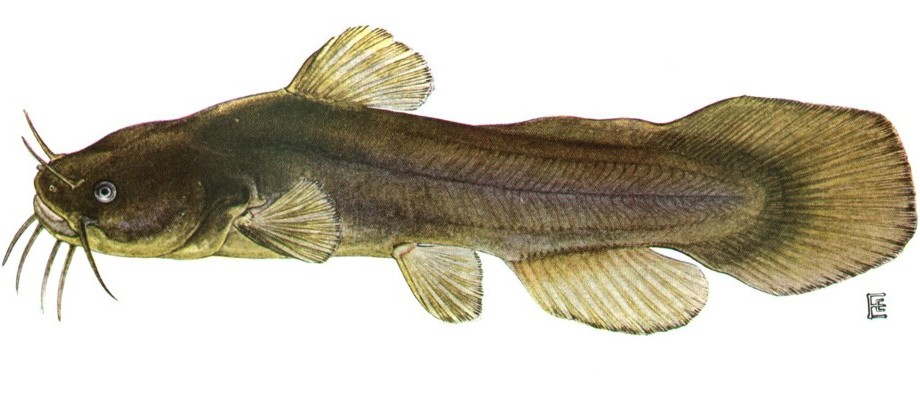
Steinwels (Noturus gyrinus)

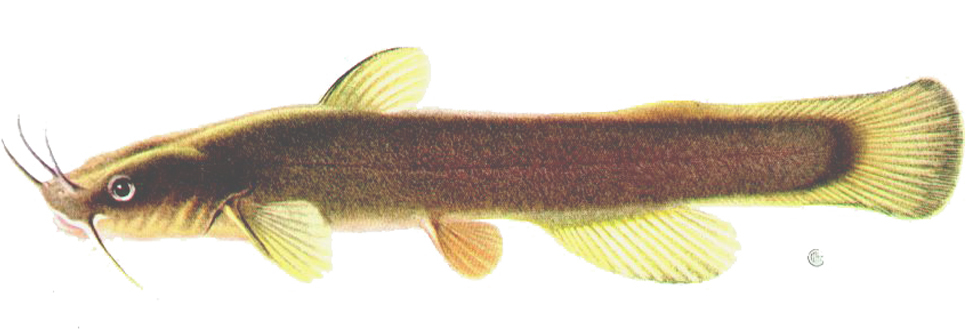
Noturus insignis

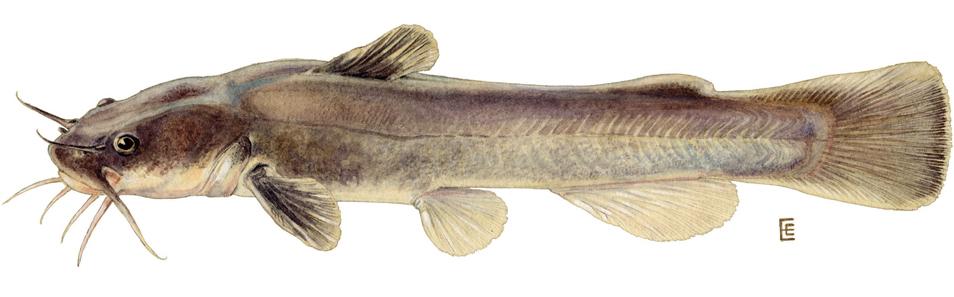
Noturus flavus

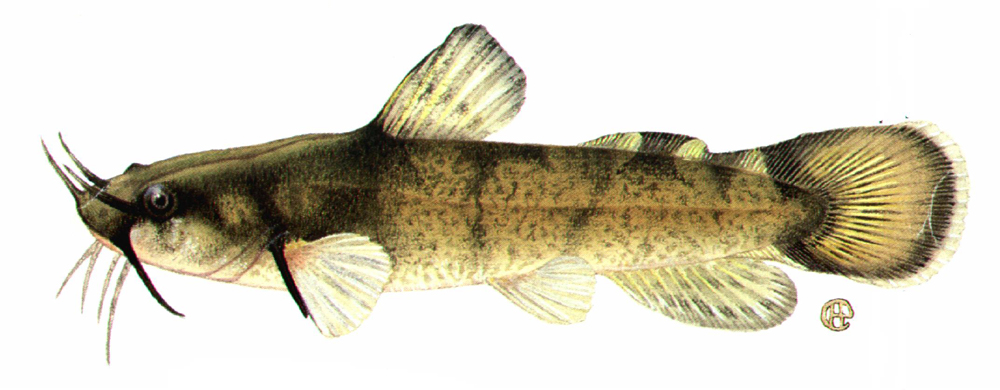
Noturus miurus

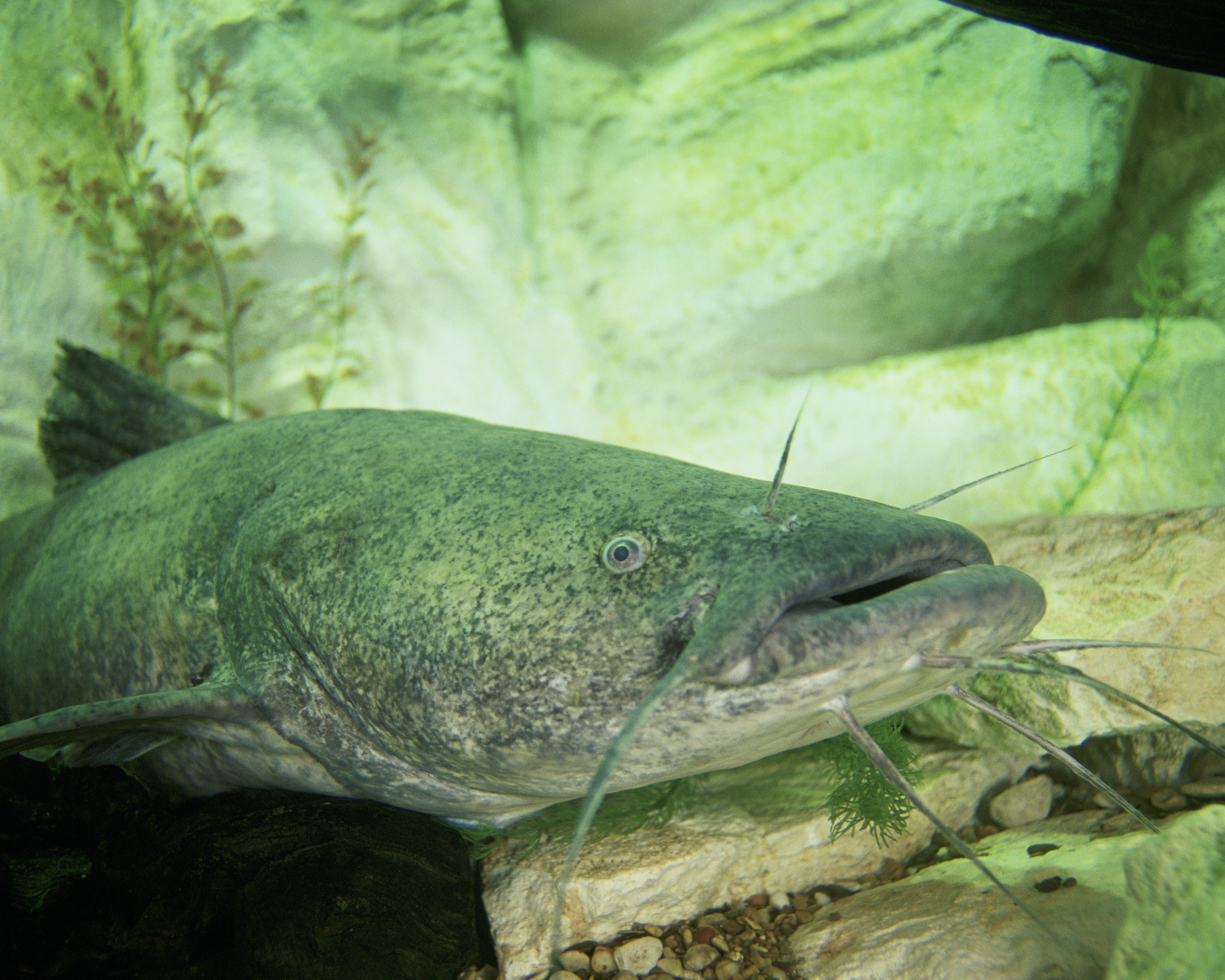
Flachkopfwels (Pylodictis olivaris)

- Familie Katzenwelse (Ictaluridae Gill, 1861)
  - Gattung Ameiurus Rafinesque, 1820
    - Ameiurus brunneus Jordan, 1877
    - Weißer Katzenwels (Ameiurus catus (Linné, 17589))
    - Schwarzer Zwergwels (Ameiurus melas (Rafinesque, 1820))
    - Gelber Katzenwels (Ameiurus natalis (Lesueur, 1819))
    - Katzenwels (Ameiurus nebulosus (Lesueur, 1819))
    - Ameiurus platycephalus (Girard, 1859)
    - Ameiurus serracanthus (Yerger & Relyea, 1968)

  - Gattung † Astephus Cope, 1873
  - Gattung Ictalurus Rafinesque, 1820
    - Ictalurus australis (Meek, 1904)
    - Ictalurus balsanus (Jordan & Snyder, 1899)
    - Ictalurus dugesii (Bean, 1880)
    - Blauer Katzenwels (Ictalurus furcatus (Lesueur, 1840))
    - Ictalurus lupus (Girard, 1858)
    - Ictalurus mexicanus (Meek, 1904)
    - Ictalurus ochoterenai (de Buen, 1946)
    - Ictalurus pricei (Rutter, 1896)
    - Getüpfelter Gabelwels (Ictalurus punctatus) (Rafinesque, 1818)

  - Gattung Steinwelse (Noturus Rafinesque, 1818)
    - Noturus albater
    - Noturus baileyi Taylor, 1969
    - Noturus crypticus Burr, Eisenhour & Grady, 2005
    - Noturus elegans Taylor, 1969
    - Noturus eleutherus Jordan, 1969
    - Noturus exilis
    - Noturus fasciatus Burr, Eisenhour & Grady, 2005
    - Noturus flavater
    - Noturus flavipinnis Taylor, 1969
    - Noturus flavus Rafinesque, 1818
    - Noturus funebris
    - Noturus furiosus Jordan & Meek, 1889
    - Noturus gilberti Jordan & Evermann, 1889
    - Noturus gladiator Thomas & Burr, 2004
    - Steinwels (Noturus gyrinus (Mitchill, 1818))
    - Noturus hildebrandi (Bailey & Taylor, 1950)
    - Noturus insignis (Richardson, 1836)
    - Noturus lachneri (Taylor, 1969)
    - Noturus leptacanthus Jordan, 1877
    - Noturus maydeni
    - Noturus miurus Jordan, 1877
    - Noturus munitus Suttkus & Taylor, 1965
    - Noturus nocturnus Jordan & Gilbert, 1886
    - Noturus phaeus Taylor, 1969
    - Noturus placidus (Taylor, 1969)
    - Noturus stanauli Etnier & Jenkins, 1980
    - Noturus stigmosus Taylor, 1969
    - Noturus taylori Douglas, 1972
    - Noturus trautmani Taylor, 1969

  - Gattung Prietella Carranza, 1954
    - Prietella lundbergi Walsh & Gilbert, 1995
    - Prietella phreatophila Carranza, 1954

  - Gattung Pylodictis Rafinesque, 1819
    - Flachkopfwels (Pylodictis olivaris (Rafinesque, 1818))

  - Gattung Satan Hubbs & Bailey, 1947
    - Satan eurystomus Hubbs & Bailey, 1947

  - Gattung Trogloglanis Eigenmann, 1919
    - Trogloglanis pattersoni Eigenmann, 1919

## Fossilien
Katzenwelse sind fossil durch die ausgestorbene Gattung Astephus aus dem Eozän und durch mehrere ausgestorbene Arten von Ameiurus aus dem Oligozän und dem Neogen bekannt.

## Nutzung

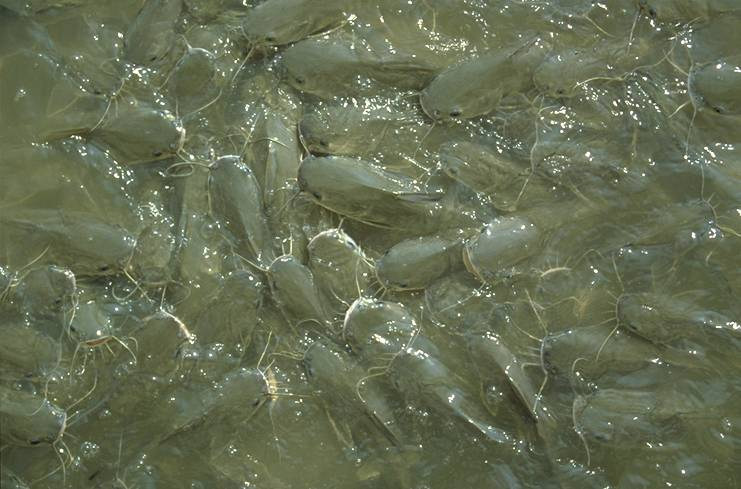
Katzenwelse in einem Fischteich in Mexiko.

Katzenwelse werden wie Forellen in Teichen kommerziell gezüchtet. Der US-Bundesstaat mit der größten Produktion aus Aquakultur ist  Mississippi und die Zucht dieser Fische ist ein wichtiger Wirtschaftsfaktor in dem dünn besiedelten, agrarisch geprägten Staat. Günstig ist die Möglichkeit der Ernährung mit billigen Proteinquellen wie Sojaschrot und ein Erreichen der Schlachtreife schon nach achtzehn Monaten. Der Braune Katzenwels oder Zwergwels (Ameiurus nebulosus) und der Schwarze Katzenwels (Ameiurus melas) wurden als Speisefisch auch in Europa, der Türkei und anderen Ländern in Asien ausgesetzt und haben sich dort vielerorts etabliert und ausgebreitet. Sie sind verhältnismäßig anspruchslos und unempfindlich gegen anthropogene Umweltveränderungen. In Mitteleuropa bleiben sie jedoch in der Regel kleiner als in Nordamerika und sind daher hier fischwirtschaftlich unbedeutend. In den Vereinigten Staaten hat sich das Fischen von Katzenwelsen mit der bloßen Hand, das so genannte Noodling, zu einem Sport entwickelt. Aufgrund der geographischen Verbreitung der Katzenwelse in den Südstaaten und der Gefahr ernsthafter Verletzungen wird Noodling gerne mit Rednecks in Verbindung gebracht und ist entsprechend Zielscheibe medialen Spotts.
In vielen deutschen Gewässern besteht eine Entnahmepflicht auf Braune Katzenwelse oder Zwergwelse. Diese Entnahmepflichten, geregelt nach der Fischereiordnung des jeweiligen Bundeslandes, werden von lokalen Fischereiverbänden, Anglervereinen oder ihren Dachverbänden sowie durch die Fischereibehörde ausgerufen. Katzenwelse sind als Laichräuber tätig und dezimieren dadurch die bestehenden Fischbestände, ohne selbst natürliche Feinde zu haben. Es gibt dokumentierte Gewässer, in denen der Bestand von Katzenwelsen einen plageähnlichen Zustand erreicht hat. Dieser Zustand drückt sich dadurch aus, dass die Population an anderen Fischarten stark verringert ist, kaum Jungtiere dieser Fischarten vorkommen und die Population an Katzenwelsen extrem hoch ist. In diesen Gewässern ist ein sportliches Angeln auf andere Fischarten erschwert bis nahezu unmöglich. Der Katzenwels verhält sich in Europa ähnlich als invasive Spezies wie der in Europa seit Jahrhunderten als Zucht- und Speisefisch geschätzte Karpfen es in Nordamerika tut.
Der Begriff Catfishing soll auf die Nutzung von Katzenwelsen beim Transport von Alaska nach China zurückgehen. Die Welse (englisch catfish) wurden eingesetzt, um lebende Dorsche während des Transports in Bewegung zu halten.